# Zabrodzie (Ostrołęka)
Pour les articles homonymes, voir Zabrodzie.
Zabrodzie (prononciation : [zaˈbrɔd͡ʑe]) est un village polonais de la gmina d'Olszewo-Borki dans le powiat d'Ostrołęka de la voïvodie de Mazovie dans le centre-est de la Pologne.
Il se situe à environ 5 kilomètres au nord d'Olszewo-Borki (siège de la gmina), 5 kilomètres au nord d'Ostrołęka (siège du powiat) et à 106 kilomètres au nord de Varsovie (capitale de la Pologne).

## Histoire
De 1975 à 1998, le village appartenait administrativement à la voïvodie d'Ostrołęka.